# Isocarpha
Isocarpha, mali rod glavočika od dvije vrste iz podtribusa Ayapaninae, dio tribusa Eupatorieae .

## Opis
Isocarpha je rod jednogodišnjih i višegodišnjih zeljastih biljaka. Karakterizira ga snažno konusno cvjetište, relativno kratke grane stila i bezpapusne cipsele. Dugi niz godina nalazio se u Heliantheae s.l. odvojen od Eupatorieae, ali na temelju niza tehničkih značajki pokazalo se da je morfološki dio Eupatorieae, a molekularni filogenetski podaci u skladu su s ovim položajem.
Vrsta I. megacephala prilično se razlikuje od ostatka roda i možda nije ispravno smještena unutar njega. Vrsta I. oppositifolia široko je rasprostranjen korov koji se javlja od juga SAD-a i Meksika južno do Perua i Brazila te na Karibima.

## Vrste
1. Isocarpha atriplicifolia (L.) R.Br. ex DC.
2. Isocarpha fistulosa D.J.Keil & Stuessy
3. Isocarpha megacephala Mattf.
4. Isocarpha microcephala (DC.) S.F.Blake
5. Isocarpha oppositifolia (L.) Cass.
6. Isocarpha spathulata Reboucas & Roque

## Sinonimi
- Dunantia DC.; Prodr. [A. DC.] 5: 627 (1836)